# Juana Miranda Petrona
Juana Miranda Petrona (Quito, Equador, 1842 - 1914) va ser una llevadora equatoriana fundadora de la maternitat de Quito i la primera dona professora universitària de l'Equador.

## Biografia
Va ser la penúltima de cinc fills. El seus pares van ser Julián Santa María Miranda, i Sebastiana de la Pulla Corteza. La seva àvia materna, Francisca Miranda, era originària de Veneçuela i emparentada amb el pròcer de la independència veneçolana, Francisco de Miranda. Com a mostra del respecte que el pare de Joana té per Francisca, la seva mare, és que adopta per als fills d'ell el cognom Miranda en primer lloc. Per això te Juana el cognom Miranda i no Santa Maria, que era el primer cognom patern.
Joana va començar a treballar a l'hospital Sant Joan de Déu a la dècada dels 50 moguda pel seu anhel de servei, l'exemple dels seus pares i l'enorme pobresa de la majoria de la població. La seva gran tasca va fer que fos reconeguda per grans personatges.
El 1861 amb tot just 19 anys d'edat, Juana Miranda va ser nomenada abadessa de l'Hospital de Caritat. A l'hospital també tractaven a presos malalts i Juana els donava un tracte igual que a la resta de pacients. Posteriorment, el 1862 va ser sergent major i va assistir a l'exèrcit equatorià en la guerra que en aquells temps manté l'Equador amb Colòmbia.
El President Gabriel García Moreno porta de la Maternitat de París a la llevadora Amelia Sion perquè creï una Maternitat a Quito i dirigeixi l'Escola d'Obstetrícia que es va crear el 1872. Juana Miranda va ser una de les seves alumnes, graduant-se en la primera promoció amb el títol de Llevadora i, segons els plans, havia de ser ella qui reemplacés a la directora francesa. No obstant això, després de l'assassinat de García Moreno, es tanca l'escola i Juana dedicarà la resta de la seva vida al fet que la tornin a obrir.

### Carrera professional
El 1866 Juana Miranda havia aconseguit una cosa poc habitual en una dona a Quito: tenia un càrrec remunerat: li pagaven 96 puertos anuals.  Joana tenia experiència hospitalària a la qual pocs metges titulats arribaven. Més enllà dels seus èxits laborals, Joana s'imposava per la fortalesa del seu caràcter. La defensa de la feina femenina va ser una altra constant en la vida de Joana, que comença amb la seva pròpia formació professional. El 1870, es va matricular per estudiar la carrera d'obstetrícia a la Facultat de Medicina de la Universitat Central.  Obté el títol el 1874. El 1876 dirigeix l'hospital militar a la campanya de Galte (prov. del Chimborazo).
Aquests estudis són l'antecedent del programa del president Garcia de crear una Maternitat per Quito.  Anhelava dirigir els estudis de l'Escola d'Obstetrícia però amb l'assassinat de García Moreno el 1875 i la clausura de l'Escola d' Obstetrícia els seus somnis es veuen frustrats. La Maternitat també és clausurada i ella i el seu marit es veuen obligats a l'exili.
El 1877-78 exerceix la seva professió a Santiago de Xile.
Posteriorment torna a Equador. Joana té un diploma, uns 15 anys de pràctica professional i l'experiència de 4 parts. El 1891, aconsegueix un dels seus més grans objectius: ser la primera professora universitària que va tenir l'Equador ocupant la càtedra d'Obstetrícia Pràctica a la Facultat de Medicina de la Universitat Central (1881-1907).  La carrera anava adreçada a les dones, on segurament serà l'única escola professional femenina de la República, i la seva més antiga formació universitària. El Consell General la nomena professora d'Obstetrícia Plàstica el 4 de maig de 1891. Durant el seu acompliment acadèmic, va formar a nombrosos estudiants de Medicina. Entre els quals es destaca Isidro Ayora qui en el futur es convertiria en director de la Maternitat.
L'1 de novembre de 1899, després d'una lluita constant, Juana Miranda va lograr fundar la Maternitat de Quito, en aquest llavors coneguda com "Asil Vallejo Rodríguez".
Juana havia lluitat durant 23 anys perquè Quito tornés a tenir la seva Maternitat i les dones pobres tinguessin un lloc apropiat on donar a llum. El 1900, Juana Miranda va participar en el concurs per Matrona de Maternitat i el va guanyar. El Consell la nomena Matrona als 57 anys d'edat.
De 1900 a 1907 va ser llevadora i directora de la Maternitat.